# Hôtel de ville de Gagny
L'Hôtel de Ville de Gagny est un bâtiment administratif de cette commune française du département de la Seine-Saint-Denis en région Île-de-France. Il est situé place Foch.

## Historique

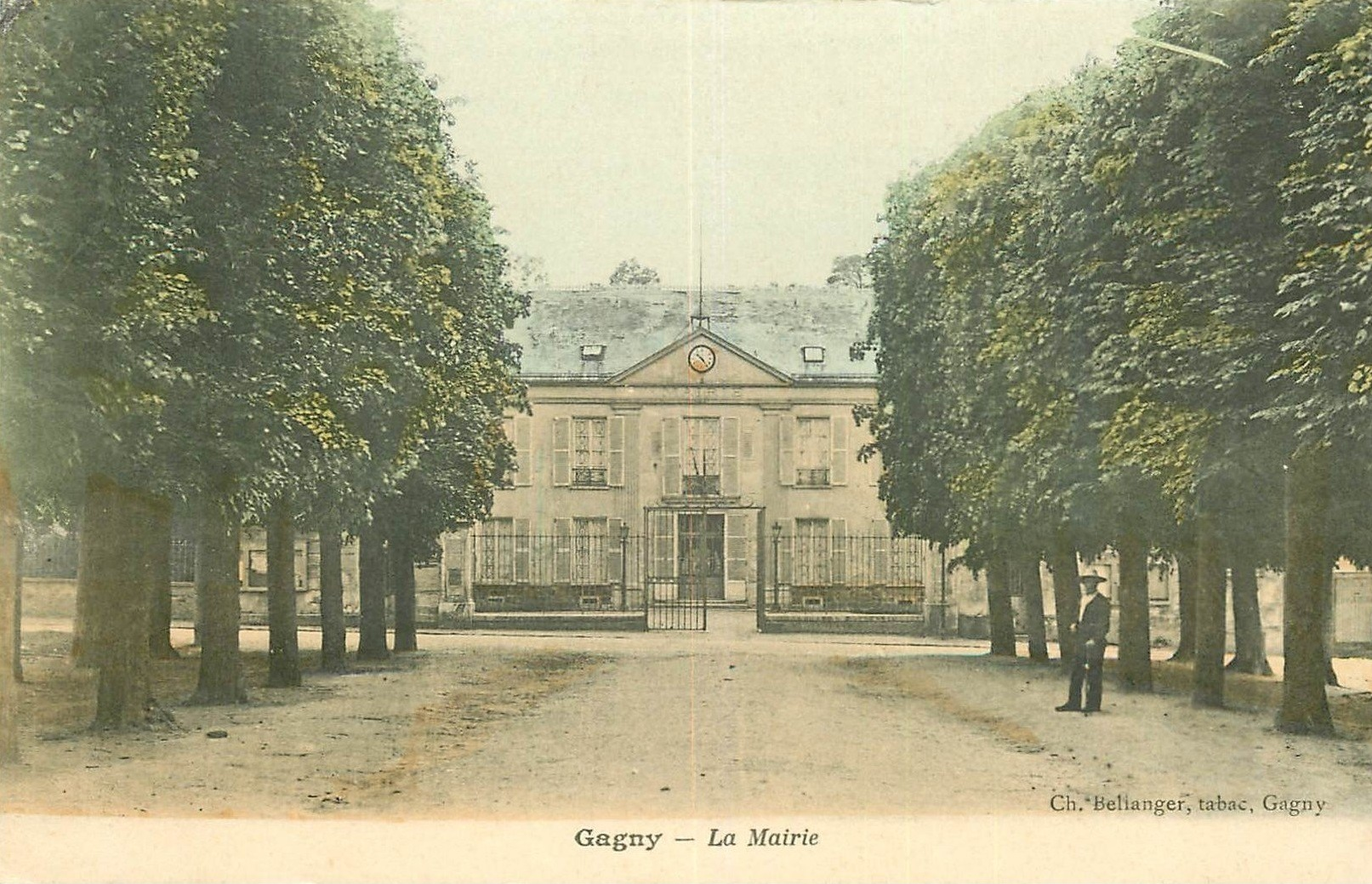
La mairie de Gagny en 1905.

Cet immeuble de deux étages a été construit en 1715 pour François Normand, avocat au Parlement de Paris. La famille de Laugier-Villars, qui donne deux maires à la ville, en devint propriétaire de 1803 à 1880. Elle est ensuite la propriété d'Henri-Nicolas Peretmère, un négociant parisien, jusqu'en 1888. À la fin des années 1880, la commune rachète le bâtiment et y installe la mairie.

## Description
Un pignon triangulaire au-dessus de l'axe central et des encadrements de fenêtres ornent la façade.